# Kiryat Luza
Kiryat Luza (tiếng Do Thái Samari: ࠒࠓࠉࠕ ࠋࠅࠆࠄ, tiếng Ả Rập: قرية لوزة, tiếng Hebrew: קרית לוזה) là một ngôi làng của người Samari trên núi Gerizim gần thành phố Nablus, thuộc Bờ Tây. Nó nằm dưới sự kiểm soát chung của Israel và Chính quyền Dân tộc Palestine, và là địa điểm duy nhất còn lại có toàn bộ dân cư là người Samari. Kiryat Luza là nơi sinh sống của khoảng một nửa số người Samari trên thế giới, nửa còn lại ở thành phố Holon của Israel.
Người dân là những người duy nhất có cả hai quốc tịch Palestine và Israel, hòa nhập mạnh mẽ vào xã hội Palestine, thường tiến hành phần lớn đời sống xã hội, giáo dục và làm việc ở Nablus gần đó. Người Samari ở Kiryat Luza, không giống như tại Holon, vẫn bảo tồn việc sử dụng ngôn ngữ Ả Rập và phong tục đặt tên tiếng Ả Rập. Họ được coi là có liên quan chặt chẽ về mặt văn hóa với những người Palestine khác. Cộng đồng có xu hướng ủng hộ quan điểm trung lập trong cuộc xung đột Israel-Palestine.

## Lịch sử
Ngôi làng nằm cạnh khu định cư Har Brakha của người Do Thái Israel. Cho đến những năm 1980, hầu hết người Samari ở Bờ Tây đều cư trú tại Nablus, dưới núi Gerizim, và bắt đầu chuyển đến Kiryat Luza do bạo lực gia tăng khắp Israel và Lãnh thổ Palestine trong cuộc Intifada đầu tiên; quân đội Israel duy trì sự hiện diện trong khu vực này (xem Israel chiếm đóng Bờ Tây).
Vào giữa những năm 1990, người Samaritan ở Kiryat Luza đã được cấp quốc tịch Israel. Họ cũng trở thành công dân của Chính quyền Palestine sau Hiệp định Oslo. Điều này khiến họ trở thành những người duy nhất có hai quốc tịch Israel-Palestine.

## Hình ảnh

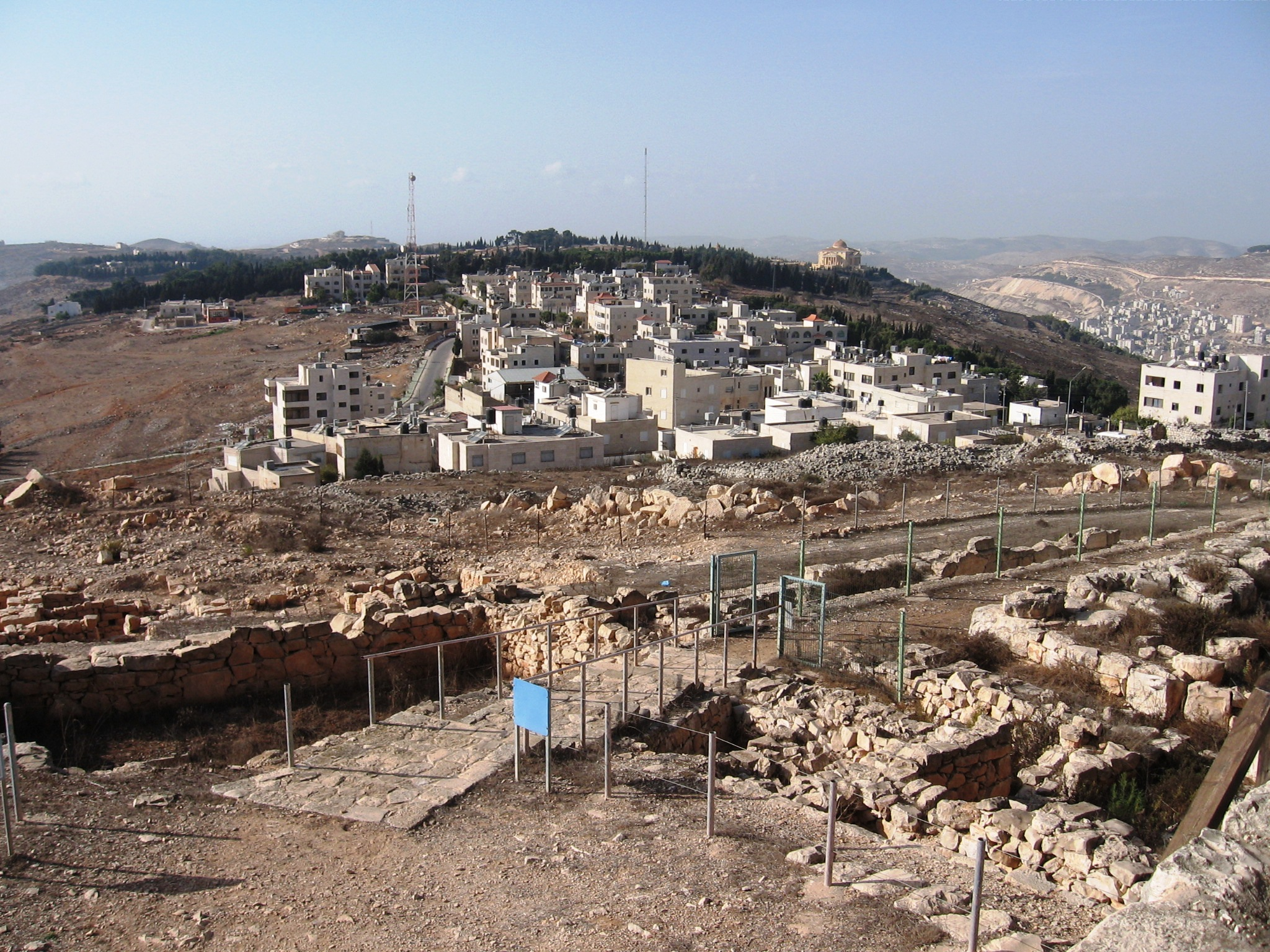
Toàn cảnh làng
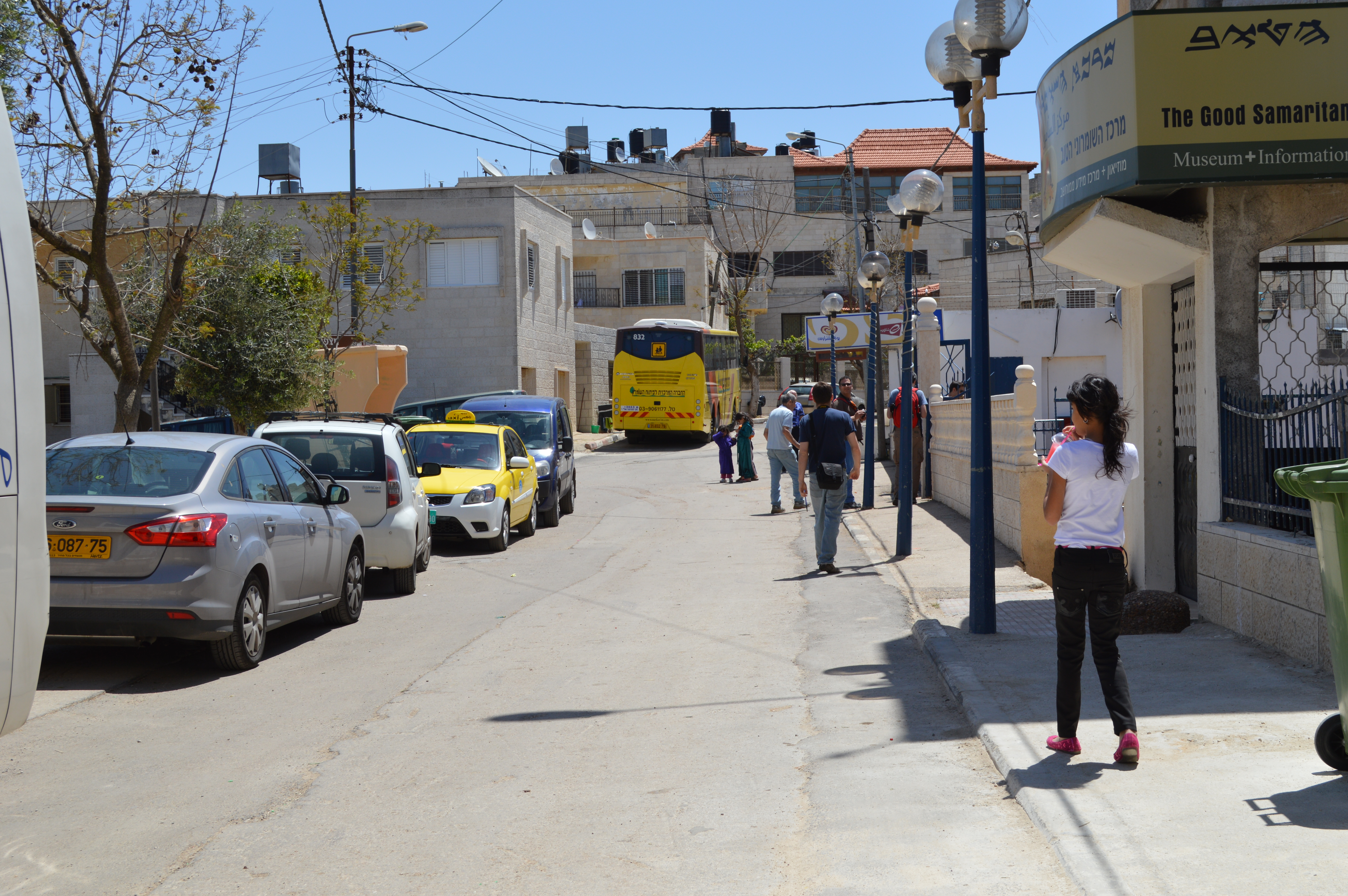
Đường trong làng
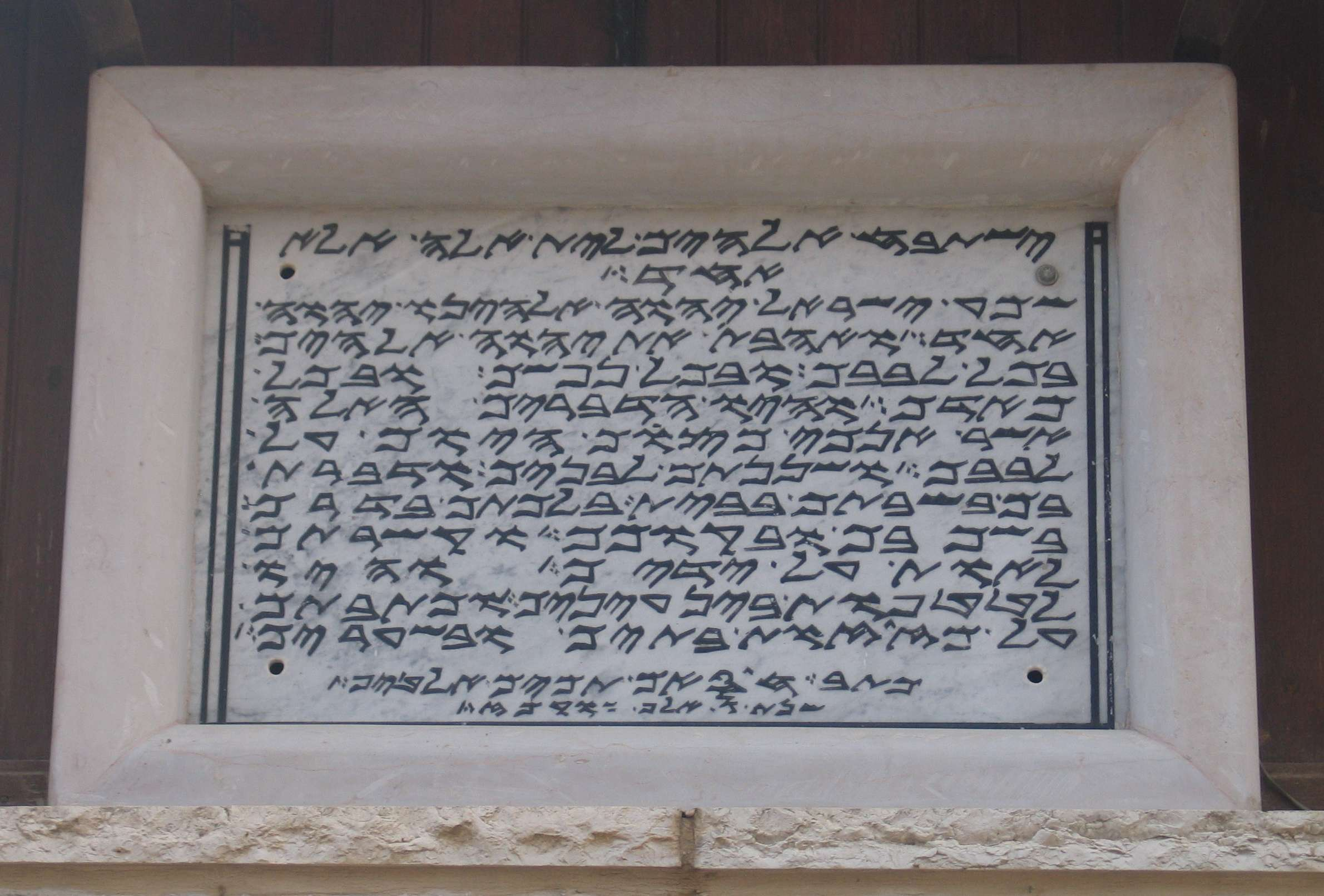
Chữ Samari ở Kiryat Luza
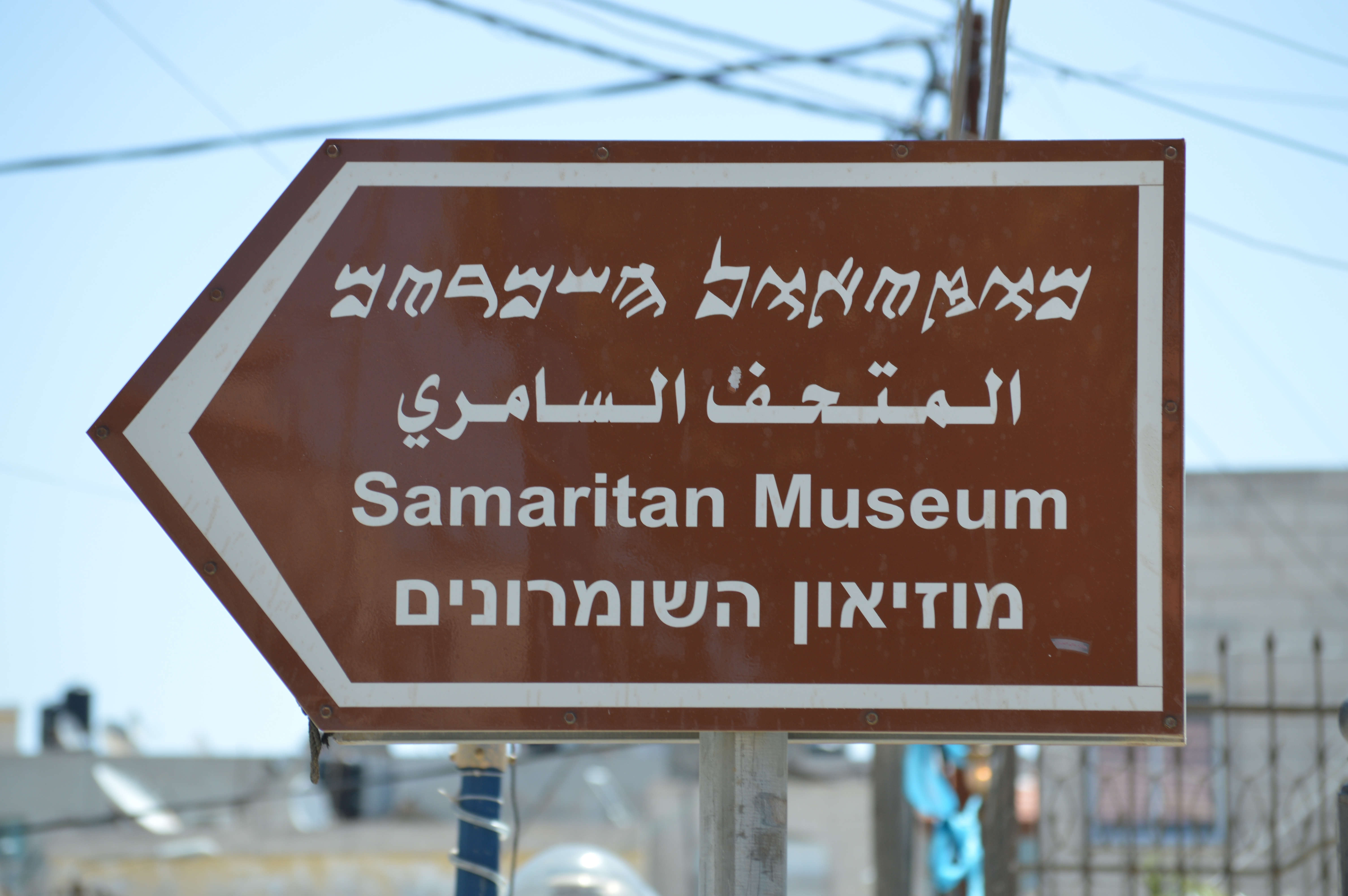
Biển chỉ đường đến Bảo tàng Samari